# Tschingelhorn
Tschingelhorn – szczyt w Alpach Berneńskich, części Alp Zachodnich. Leży w Szwajcarii w kantonach Valais i Berno. Należy do głównego łańcucha Alp Berneńskich. Można go zdobyć ze schroniska Mutthornhütte (2901 m) lub Schmadrihütte (2262 m).
Pierwszego odnotowanego wejścia dokonał Heinrich Feuz, W. H. Hawker, Ulrich i Christian Lauener 6 września 1865 r.